# Хертвісі (Аспіндза)
Хертвісі (груз. ხერთვისი) — село в Грузії.
За даними перепису населення 2014 року в селі проживає 202 особи.